# Corcelles-les-Arts
Corcelles-les-Arts är en kommun i departementet Côte-d'Or i regionen Bourgogne-Franche-Comté i östra Frankrike. Kommunen ligger i kantonen Beaune-Sud som tillhör arrondissementet Beaune. År 2022 hade Corcelles-les-Arts 435 invånare.

## Befolkningsutveckling
Antalet invånare i kommunen Corcelles-les-Arts
Referens:INSEE